# 대한민국 여자 수구 국가대표팀
대한민국 여자 수구 국가대표팀은 대한민국을 대표하는 여자 수구 국가대표팀이다.

## 대회 기록

### 올림픽
- 2000~2016: 없음

### 세계 선수권 대회
- 2019: 16위

### 아시안 게임
- 2010~2018: 없음

### 유니버시아드
- 2009~2019: 없음